# August Jung
August Jung (* 8. November 1927 in Manderbach; † 22. Dezember 2020 in Iserlohn) war ein deutscher freikirchlicher Pastor, Kirchenhistoriker und Autor sowie erster Neviandt-Preisträger (2008).

## Leben und Wirken

### Frühes Leben
August Jungs Familie besuchte die Gottesdienste und Versammlungen der Landeskirchlichen Gemeinschaft. Im Zweiten Weltkrieg wurde Jung als 16-Jähriger zur Flugabwehr eingezogen. Am Ende des Krieges geriet er in amerikanische Kriegsgefangenschaft und erlebte die sog. „Hungerwiesen“ von Remagen mit. Zu Ostern 1945 legte er Gott ein Gelübde ab: „Wenn ich hier einmal lebend herauskomme, dann will ich dein Diener sein.“

### Ausbildung und Tätigkeit
Von 1947 bis 1951 wurde Jung an der Predigerschule Ewersbach zum Pastor ausgebildet. Sein erster Einsatzort war Frankfurt am Main. Karl Glebe (1885–1966), Bundesvorsteher des Bundes Freier evangelischen Gemeinden in Deutschland, war damals sein Mentor. 1952 heiratete er Heidi Weber (1928–2009); sie bekamen vier Kinder. 1955 wurde Jung Pastor in Hamm (Westfalen), wo er für die Gemeinden in Unna, Schwerte und Münster mit zuständig war. Ab 1962 war er Pastor in Wuppertal-Barmen. Durch Kontakt zu Wilhelm Wöhrle (1888–1986), dem Leiter des Bundes-Verlags, kam es zu ersten Archivrecherchen und Quellensammlungen zur Geschichte der FeG. In dieser Zeit begann er an der wissenschaftlichen Erschließung der Tagebücher von Hermann Heinrich Grafe (1818–1869), Gründervater der FeG in Deutschland, mitzuwirken. Ab 1972 war er Pastor in Iserlohn, ab 1984 in Duisburg-Wanheimerort. In dieser Zeit wurde er zum Mitgründer des Historischen Arbeitskreises zur Geschichte der Freien evangelischen Gemeinden, der ab 1988 die Reihe „Geschichte und Theologie der Freien evangelischen Gemeinden“ herauszugeben begann.

### Ruhestand, Freikirchenforscher und Autor
Mit Eintritt in den Ruhestand erfolgte nochmals ein Wohnortwechsel nach Iserlohn. Ab dieser Zeit entstanden im Wesentlichen seine Publikationen zur Kirchengeschichte und zu Einzelpersonen (Julius Anton von Poseck, Israel Johannes Rubanowitsch). Den Schwerpunkt seiner Forschungen bildeten Geschichte, Entwicklung und Umfeld der Freien evangelischen Gemeinden in Deutschland.
2008 war er erster Träger des Neviandt-Preises. Der Professor Wolfgang E. Heinrichs von der Universität Wuppertal sagte in seiner Laudatio, man spüre August Jung ab, „dass die Geschichte unserer Gemeinden […] kein toter Gegenstand ist, sondern lebendige Wirklichkeit, ein Schatz, den es zu entdecken und zu heben gilt“. Im Dezember 2020 starb Jung in Iserlohn.

## Publikationen
- Vom Kampf der Väter: Schwärmerische Bewegungen im ausgehenden 19. Jahrhundert (Geschichte und Theologie der Freien evangelischen Gemeinden. Band 5.1). Bundes-Verlag, Witten 1995, ISBN 978-3-926417-27-5
- Als die Väter noch Freunde waren: Aus der Geschichte der freikirchlichen Bewegung (TVG Kirchengeschichtliche Monographien. Band 5). R. Brockhaus Verlag, Wuppertal 1999, ISBN 978-3-417-29435-4
- Julius Anton von Poseck: Ein Gründervater der Brüderbewegung (TVG Kirchengeschichtliche Monographien. Band 9). R. Brockhaus, Wuppertal / Bundes-Verlag, Witten 2002, ISBN 978-3-417-29473-6
- Carl Polnick. In: Biographisch-Bibliographisches Kirchenlexikon (BBKL). Band 22, Bautz, Nordhausen 2003, ISBN 3-88309-133-2, Sp. 1103–1105 (Artikel/Artikelanfang im Internet-Archive).
- Israel Johannes Rubanowitsch: Judenchrist – Evangelist – KZ-Opfer (Geschichte und Theologie der Freien evangelischen Gemeinden. Band 5.2). Bundes-Verlag, Witten 2005, ISBN 978-3-933660-25-1
- Das Erbe der Väter: Die „Wittener Richtung“ und „Wuppertaler Richtung“ zwischen Dichtung und Wahrheit (Geschichte und Theologie der Freien evangelischen Gemeinden. Band 5.3). Bundes-Verlag, Witten 2007, ISBN 978-3-933660-94-7